# Wings of Love
Wings of Love er det niende studiealbum fra den danske pop/rock duo Brødrene Olsen, der udkom i 2000. Ifølge Jørgen Olsen er albummet "en krydsning af sydamerikanske musiktraditioner og den tostemmige amerikansk/engelske sangtradition", og er inspireret af The Beatles og The Hollies. Albummet indeholder genindspilninger af "San Francisco" (1978) og "Angelina" (1972).
Wings of Love solgte knap 50.000 eksemplarer på udgivelsesdagen, hvilket slog Aquas rekord for 40.000 solgte eksemplarer af albummet Aquarius den 28. februar 2000. Wings of Love var det bedst sælgende album i Danmark i 2000, og har pr. januar 2007 solgt 212.000 eksemplarer. Albummet var yderligere det bedst sælgende album i Danmark i 00'erne. Sammenlagt har albummet solgt 575.000 eksemplarer i Europa. I Danmark, lå Wings of Love på førstepladsen af hitlisten i 15 uger, hvilket kun er overgået af Rasmus Seebach (25 uger med albummet af samme navn) og Kim Larsen (23 uger med Midt om natten).
Med sangen "Fly on the Wings of Love" vandt Brødrene Olsen Eurovision Song Contest 2000 den 13. maj 2000. Sangen er karakteriseret ved brugen af autotune, som ifølge producer Stig Kreutzfeldt var inspireret af Cher's "Believe" (1998), for at give sangen et moderne præg.

## Spor
| #   | Titel                                  | Tekst                           | Musik                        | Længde |
| --- | -------------------------------------- | ------------------------------- | ---------------------------- | ------ |
| 1.  | "Fly on the Wings of Love"             | Jørgen Olsen                    | J. Olsen                     | 2:55   |
| 2.  | "Sunday Morning"                       | J. Olsen                        | J. Olsen, Stig Kreutzfeldt   | 3:46   |
| 3.  | "Dreamworld"                           | J. Olsen, Niels Olsen           | J. Olsen, N. Olsen           | 3:11   |
| 4.  | "I Have to Dance"                      | J. Olsen                        | J. Olsen                     | 3:20   |
| 5.  | "San Francisco"                        | J. Olsen                        | J. Olsen                     | 3:52   |
| 6.  | "Little Johnny"                        | J. Olsen                        | J. Olsen                     | 2:43   |
| 7.  | "Neon Madonna"                         | David Parker, J. Olsen          | J. Olsen                     | 3:31   |
| 8.  | "Angelina"                             | J. Olsen                        | J. Olsen                     | 3:53   |
| 9.  | "Suzy"                                 | Ib Grønbech, J. Olsen, N. Olsen | Grønbech, J. Olsen, N. Olsen | 4:05   |
| 10. | "One Woman, Two Lovers"                | J. Olsen                        | J. Olsen                     | 3:13   |
| 11. | "Smuk som et stjerneskud" (bonus spor) | J. Olsen                        | J. Olsen                     | 2:55   |